# سینا حاتمی
سینا حاتمی (زادهٔ ۲۸ آبان ۱۳۸۰ در بروجرد) بازیکن فوتبال اهل ایران است که در پست هافبک در باشگاه فوتبال بعثت کرمانشاه بازی می‌کرد.
وی سابقه دعوت شدن و بازی درتیم ملی امید ایران را نیز دارد.

## دوران باشگاهی
گل گهر سیرجان
در سال ۲۰۱۹ به باشگاه فوتبال گل‌گهر سیرجان پیوست و زیر نظر امیر قلعه‌نویی بود سه فصل حضور در این تیم ۲۰ بازی و هفت گل را به ثبت رساند.
آلمینیوم اراک
بعد از سه فصل حضور در سیرجان به باشگاه فوتبال آلمینیوم اراک زیر نظر سید مهدی رحمتی پیوست و هفت بازی برای این تیم انجام داد.
خیبر خرم‌آباد
در نیم فصل دوم به باشگاه فوتبال خیبر خرم‌آباد پیوست و در فصل جدید لیگ برتر زیر نظر رضا مهاجری برای این تیم مشغول به بازی است.
شمس آذر قزوین
وی در ۲۲ مهر ۱۴۰۳ به تیم فوتبال شمس آذر قزوین پیوست.